# Тиснява у «Сокольниках»
Тиснява після хокейного матчу в «Сокольниках», також «Тиснява через жуйку» — тиснява, що сталася 10 березня 1975 року в Палаці спорту «Сокольники» в Москві, після того, як завершився товариський матч між юніорською збірною СРСР і канадською юніорською командою «Беррі Кап».
Причиною тисняви стало те, що велика кількість людей хотіли отримати жуйку, на той момент заборонену в СРСР, від канадських гравців, і керівництво Палацу спорту саме тоді вимкнуло світло у приміщенні.
У тисняві загинула 21 особа, з них 13 жертвам не виповнилося 16 років, 25 осіб зазнали травм. Радянські ЗМІ замовчували інформацію про трагедію, проте її широко обговорювали в Москві на рівні чуток.

## Події
На початку 1975 року канадська хокейна юнацька команда «Беррі Кап» із провінції Онтаріо приїхала в СРСР для проведення товариських матчів з радянськими юніорами віком близько сімнадцяти років. Всього планували провести п'ять матчів: по дві гри з юнацькою збірною СРСР, дві з московським «Спартаком» і одну з командою «Крила Совєтов». Спонсором поїздки був світовий лідер із виробництва жувальної гумки Wrigley. За умовами контракту канадські гравці отримали по 15-кілограмовій коробці жувальної гумки цієї фірми, яку вони зобов'язані були безкоштовно роздавати. Саме ці подарунки зіграли фатальну роль у трагедії. У складі делегації були й представники фірми-спонсора. За численними свідченнями, канадці розкидали жуйку мало не під час гри, а потім у рекламних цілях фотографували та знімали на кінокамеру, як юрби московських дітей, які збожеволіли від щастя дотику до забороненого західного продукту, кидалися її збирати.
Імпортна жуйка була бажаним предметом для радянських школярів. Діти нерідко випрошували жувальну гумку в іноземних туристів. Вчителі та вожаті сварили за жування гумки: змушували публічно випльовувати, лякали виразкою та гастритом, вичитували на зборах і класних годинах, викликали до школи батьків.
Матч 10 березня був третім у серії, і чутки про добрих канадців, що роздають жадані ласощі, вже облетіли московські школи. Саме підлітки становили більшу частину глядачів.
|  | Мені пощастило: разом із двома однокласниками ми сіли на першому ярусі в третьому ряду — якраз навпроти лавки канадців. Всю гру канадці оберталися і кидали дітям жуйку і наклейки. У залі сиділи солдати і міліція — і вони багатьом не дозволяли все це підбирати. У дев'ятому ряду сиділи іноземці, але до них нам не дозволяли наближатися. Матч закінчився 3:3, і як пролунала сирена, ми кинулися до виходу, щоб встигнути до посадки іноземців в автобуси — там ще щось можна було схопити. Якби ми знали, що через цю жуйку наш друг Вовка загине!» — з показань свідка А. Назарова (15 років). |

На матч у палаці спорту зібралися 4,5 тисячі глядачів. Залу заповнили повністю, але тим не менше у вечір матчу директор «Сокольників» був відсутній. Його заступниця також покинула ковзанку. З персоналу ковзанки залишилися лише черговий адміністратор, який перебував біля службового входу, та електрик, який перебував у стані алкогольного сп'яніння. За офіційною версією, саме він припустив, що усі глядачі вже покинули трибуни та передчасно погасив освітлення палацу спорту, переплутавши рубильники. За іншою версією, світло вимкнули свідомо для того, аби в західні ЗМІ не потрапили фотографії збору жувальної гумки.
|  | … вийшов справжній живий прес. Напираючи зверху веселі молоді хлопці кричали: «Давай, іди!» Але йти було нікуди. Нагорі ж цього ніхто не розумів, і люди, що були там, більшість з яких було 15—16-річного віку, продовжували тиснути на натовп. А ті, що стояли біля дверей уже не могли розмовляти, бо стали задихатися. |

21 особа загинула, з них 13 жертвам не виповнилося 16 років, 25 осіб зазнали травм. У радянських ЗМІ про трагедію в Сокольниках не було ні слова, проте на рівні чуток подію обговорювали в Москві дуже широко.

## Підсумок
Суд засудив директора палацу спорту Олександра Борисова до трьох років позбавлення волі, його заступника засудили до умовного терміну, начальника 79-го відділу міліції та начальника відділу ППС Сокольницького РУВС — до трьох років позбавлення волі кожного (максимальне на той час покарання за статтею 172 КК РРФСР про відповідальність за халатне виконання своїх службових обов'язків), але вже в грудні того ж 1975 року всі засуджені були амністовані, а Олександра Борисова призначили на посаду директора БСА «Лужники».
Зняли з посади завідувача відділу спортивних споруд Московського міського спорткомітету Миколу Козиріна, який перебував у той день в закордонному відрядженні в Гамбурзі, ФРН.
Після трагедії палац спорту «Сокольники» закрили на тривалу реконструкцію. Усередині арени розширили проходи, зменшили кут нахилу сходів та покращили освітлення на входах. З чотирьох до десяти збільшили кількість сходів для входу і виходу.
Беручи до уваги, що наближалася Олімпіада-80, керівництво країни ухвалило рішення налагодити виробництво жувальної гумки в СРСР. У 1976—1977 роках запрацювали лінії з випуску першої радянської жуйки в Бійську, Єревані, Ростові-на-Дону, Таллінні, а пізніше — і в інших містах.
У квітні 2013 року на стадіоні з'явилася меморіальна табличка на згадку про жертв трагедії.